# Steinunn Sigurðardóttir (formgivare)
Steinunn Sigurðardóttir, född 1960, är en isländsk modeformgivare.
Steinunn Sigurðardóttir är utbildad vid Parsons School of Design i New York. Hon har arbetat för bland andra Ralph Lauren, Calvin Klein och Gucci och nått stora internationella framgångar inom modeindustrin. Steinunn Sigurðardóttirs formgivning präglas av hennes rötter i isländsk natur och det isländska kulturarvet men ses samtidigt som något internationellt. Hennes kollektioner har visats i Reykjavik, Paris, Köpenhamn och New York. Hon har tilldelats flera priser för sina bidrag till isländsk kultur. År 2008 tilldelades hon Torsten och Wanja Söderbergs pris med följande motivering: 
”Efter att ha verkat i flera kända modehus har Steinunn Sigurðardóttir sedan 2000 lett en egen verksamhet från Reykjavik med stor internationell framgång. Hennes formgivning visar på en gedigen erfarenhet med en hög modegrad och finslipad kvalitetskänsla. Kollektionerna vittnar också om högtstående skräddarkunskap och materialkännedom. Med den isländska naturen som inspiration har Steinunn Sigurðardóttir givit Norden en respektingivande representant på den internationella modescenen”.